# Martinsheim
Martinsheim ist eine Gemeinde im unterfränkischen Landkreis Kitzingen.

## Geografie

### Geografische Lage
Der Hauptort ist ein typisches Haufendorf. Die Gemeinde liegt in Unterfranken an der Grenze zu Mittelfranken und ist die südlichste Gemeinde im Landkreis Kitzingen zwischen dem Ochsenfurter Gau und dem Steigerwald.

### Gemeindegliederung
Es gibt sechs Gemeindeteile (in Klammern ist der Siedlungstyp angegeben):
- Enheim (Pfarrdorf)
- Enheimermühle (Einöde)
- Gnötzheim (Pfarrdorf)[4]
- Martinsheim (Pfarrdorf)
- Martinsheimermühle (Einöde)
- Unterickelsheim (Pfarrdorf)

### Nachbargemeinden
Nachbargemeinden sind (von Norden beginnend im Uhrzeigersinn): Marktbreit, Obernbreit, Seinsheim, Ippesheim und Oberickelsheim.

### Naturräumliche Lage
Martinsheim und seine Gemeindeteile liegen in zwei Naturräumen, die beide Teil des Ochsenfurter und des Gollachgaus sind. In den Norden des Gemeindegebiets ragt der Ifftalbereich mit seinen steilen Bachtälern. Der größere Teil des Areals liegt jedoch in der höhergelegenen Ochsenfurt-Uffenheimer Gäufläche.

## Geschichte

### Bis zur Gemeindegründung
Das Gebiet des heutigen Martinsheims scheint bereits vor 3000 Jahren in der Jungsteinzeit besiedelt worden zu sein. Davon zeugt der Fund eines Steinbeils aus der Jungsteinzeit.
Namenspatron des Ortes ist der heilige Martin, einer der wichtigsten Heiligen für Franken und Patron der nicht mehr vorhandenen Martinskapelle einst außerhalb des Dorfes.
Von 1448 bis 1791 gehörte Martinsheim zu den Sechs Maindörfern (Marktsteft, Obernbreit, Martinsheim, Gnodstadt, Oberickelsheim, Sickershausen), die wirtschaftlich eng verbunden waren. Im Jahre 1528 nahm man in Martinsheim das evangelische Bekenntnis an. Im März 1636 wurden während des Dreißigjährigen Krieges durch einen Großbrand 40 Höfe, die Kirche, das Rathaus, das Schulhaus und der Pfarrhof vernichtet. Ursache waren glühende Kohlestücke, die ein Mädchen im Kirchhof verloren hatte. Deshalb existieren aus der Zeit vor dem Krieg nur wenige Urkunden. Die Kirche wurde in den Jahren 1667 bis 1677 neu aufgebaut.
Martinsheim fiel im Vertrag von Paris (Februar 1806) mit dem 1792 preußisch gewordenen Fürstentum Ansbach, das ab 1500 im Fränkischen Reichskreis lag, durch Tausch an das Königreich Bayern. Im Zuge der Verwaltungsreformen in Bayern entstand mit dem Gemeindeedikt von 1818 die heutige Gemeinde.

### 20. Jahrhundert
Am 28. März 1945 fiel die Kirche amerikanischen Bomben zum Opfer. Die heutige Dorfkirche (Burchardiskirche) wurde in den Jahren 1947 bis 1950 im neuromanischen Baustil errichtet.
Im Jahr 1978 kam Martinsheim zur Verwaltungsgemeinschaft Marktbreit.

### Eingemeindungen

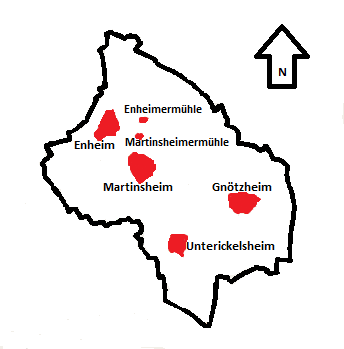
Karte der Martinsheimer Gemeindeteile

Im Zuge der Gebietsreform in Bayern wurden am 1. Mai 1978 die Gemeinden Enheim, Gnötzheim und Unterickelsheim eingegliedert.

### Einwohnerentwicklung
Im Zeitraum 1988 bis 2018 stieg die Einwohnerzahl von 976 auf 1048 um 72 Einwohner bzw. um 7,4 %. 2006 hatte die Gemeinde 1072 Einwohner.
Quelle: BayLfStat

### Martinsheim
Das im 9. Jahrhundert in Würzburger Quellen erstmals genannte Dorf mit dem Namen „Mercenesheim“ ging wohl eher auf einen Ortsgründer Merceno aus der Merowingerzeit zurück als auf eine am östlichen Ortsrand abgegangene Martinskirche, die Weigel als Urzelle ansieht. Die erste schriftliche Erwähnung in der Traditionsnotiz des edlen Walah an das Bistum Würzburg trägt kein Datum, sie lässt sich aber aufgrund der Zeugen in die Jahre 815 bis 835 nach Christus datieren.
Nach den Edelherren von Endsee (1226) fassten um 1300 die Herren von Hohenlohe-Brauneck dort Fuß und beherrschten auch die Untertanen der Würzburger Dompropstei. Von ihren Erben kam der Ort 1448 als eines der Sechs Maindörfer mitsamt dem Amt Creglingen zur Markgrafschaft Brandenburg-Ansbach und mit ihr 1806 zu Bayern.
Ein eigener Ortsadel ist von 1290 bis 1357 nur schemenhaft erfassbar. Weitere Adelshöfe der Ehenheim und Tanner lagen in der 1821 abgebrochenen Kirchenburg von St. Burkhard. Dieses mittelalterliche Gotteshaus wurde nach der Reformation und mehrfachen Bränden 1949 weitgehend neu errichtet und gehörte ursprünglich zur Pfarrei Gnodstadt. Auffällig ist seit dem Mittelalter eine relativ große Anzahl von Handwerkern im Dorf. 1857 kam der Ort nach Unterfranken.
In den Jahren 1961 und 1962 wurde die alte Schule durch einen Neubau ersetzt. Er bildete damit 1978 eine der Grundlagen für die Aufwertung als Sitz einer neuen Gemeinde mit vier Dörfern.

### Enheim
Die Gründung der frühfränkischen Siedlung Ehenheim im 6. Jahrhundert ist seit den Ausgrabungen des zugehörigen Reihengräberfeldes 1994/96 archäologisch gesichert. Das Dorf selbst wurde 1230 mit seinem Ortsadel der Familie von Ehenheim erstmals urkundlich erwähnt. Diese Familie breitete sich von ihrem (verschwundenen) Stammsitz als Hohenloher, später Würzburger und Ansbacher Dienstmannen weit in Franken aus (um 1350 19 Linien) und erlosch 1645 im Mannesstamm.
Der Ort selbst kam von den Herren von Hohenlohe (1308) auf noch ungeklärtem Weg 1448 an Brandenburg-Ansbach und wurde von den Markgrafen 1474–1599 an die Herren von Ehenheim verliehen, bevor er bis 1806/1857 vom Amt Uffenheim aus verwaltet wurde.
Die Kirche St. Maria wurde 1366 eine eigene Pfarrei. 1860 wurde das Kirchengebäude durch ein großes neugotisches Gotteshaus ersetzt und gehört heute wieder zur Mutterpfarrei Gnodstadt. Das Dorf erlebte nach der Reformation (1552) als Rittergut und dann wieder im 18. Jahrhundert eine gewisse Blüte, aus der noch einige Bauten im Markgrafen-Rokoko erhalten sind (Pfarrhaus 1756, Rathaus 1786).
Das Bild des Ortes, der seit 1857 zu Unterfranken gehört, ist heute geprägt von den großen Sandsteinhäusern eines im ersten Drittel des 20. Jahrhunderts ortsansässigen Bauunternehmens mit eigenem Steinbruch. Der nahe Anschluss an die Autobahn A 7 und die Erschließung eines Baugebietes an der Gnodstadter Straße hat die Einwohnerzahl in den letzten 30 Jahren wieder steigen lassen.

### Gnötzheim
1137 wurde der Ort als Erbe des Willanzheimer Edelherrn Gerung erstmals im Streit mit dem Würzburger Domkapitel genannt und bildete um 1300 ein Amt der Dompropstei. Der Großteil des Ortes gehörte jedoch zum Rittergut der Adelsfamilien von Seinsheim (1300/1327–1387), von Seckendorff (1390–1426) und von Rosenberg (1426–1632), bevor er nach deren Aussterben 1646 an die Grafen von Schwarzenberg kam.

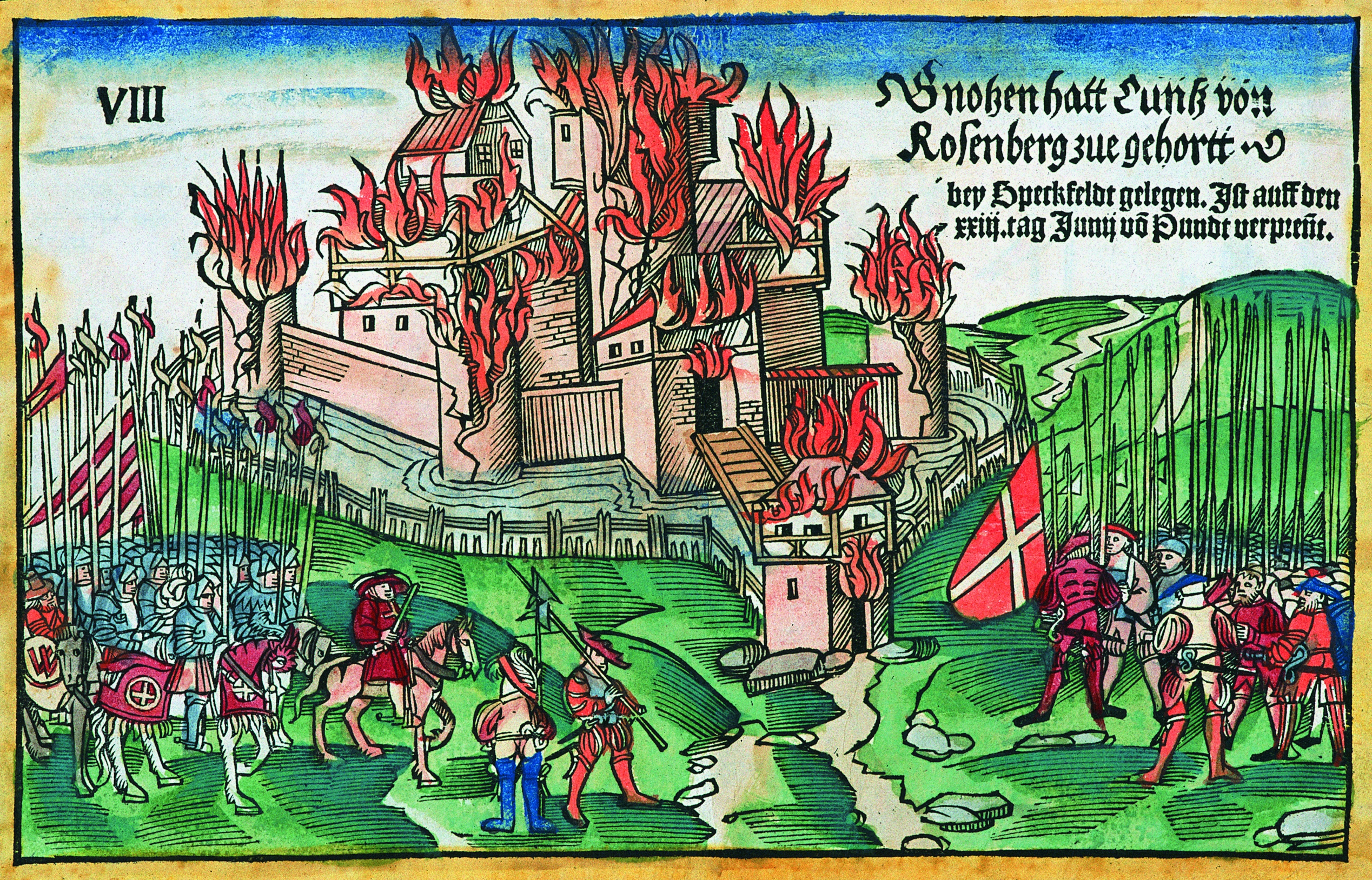
Nachträglich colorierter Holzschnitt von Hans Wandereisen: Älteste Darstellung des Burgkomplexes

Vom mehrfach zerstörten Schloss Gnötzheim (1418, 1523, 1645) steht noch die 1562 erbaute Zehntscheune und ein Rundturm. Die älteste Ansicht des Baukomplexes ist der Holzschnitt von 1523 von der Belagerung durch den Schwäbischen Bund.
Die bedeutende romanische Johanneskirche des 12. Jahrhunderts wurde spätgotisch und in der Renaissancezeit umgestaltet und enthält noch zwei Rosenberg-Grabsteine des 16. Jahrhunderts.
Während eine Markterhebung Mitte des 14. Jahrhunderts am Einspruch der Hohenlohe-Brauneck scheiterte, erhielt der Ort durch den Anschluss an die Bahnlinie Würzburg-Ansbach 1867 eine größere wirtschaftliche Bedeutung.
Bis zur Kreisgebietsreform, die am 1. Juli 1972 wirksam wurde, gehörte Gnötzheim zum Landkreis Uffenheim (Mittelfranken). Gnötzheim besitzt seit 1976 ein Freibad.

### Unterickelsheim
Die gemeinsame Urzelle der Nachbarorte Ober- und Unterickelsheim war das im 9. Jahrhundert genannte „Itolfesheim“, das damals zum Kloster Fulda gehörte. Um 1170 kamen Güter der Edelfreien von Endsee und von Neuenburg an das Kloster Kitzingen, das 1245 ein Vorwerk und eine Mühle in Unterickelsheim betrieb. Der Besitz des Würzburger Domkapitels in Oberickelsheim (8 große Höfe) und Unterickelsheim (2 große Höfe) könnte auf die umfangreiche Schenkung des Edelherrn Gerung von Willanzheim vor 1137 zurückgehen. Denn er übergab den Domherren Zubehör in Gnötzheim, das dann um 1270 der Amtssitz für die Ober- und Unterickelsheimer Höfe war. Nach derzeitigem Forschungsstand wurden die beiden Ickelsheim-Orte erst um 1250 wurden in den Schriftquellen klar voneinander getrennt. Wie in den anderen Maindörfern konnten die Edelherren von Hohenlohe-Brauneck bis um 1300 zumindest in Oberickelsheim die Vogtei und Dorfherrschaft erringen, in Unterickelsheim hatten sie 1365 zumindest Zoll- und Geleitsrechte. Auf bisher ungeklärtem Weg kam das Dorf bis 1390 als Rittergut an die Zobel und von diesen 1431 an die Markgrafen von Brandenburg-Ansbach und wurde bis 1806/1972 von Uffenheim aus verwaltet.
Die ursprünglich spätromanische Nikolauskirche wurde gotisch verändert und 1453 eine eigene Pfarrei. Nach der Reformation mit Geißlingen verbunden, wurde sie 1759 vergrößert; zur selben Zeit wurde ein Pfarrhaus erbaut.

## Politik

### Gemeinderat
Die Gemeinderatswahlen seit 2014 ergaben folgende Stimmenanteile und Sitzverteilung:
| Partei/Liste                             | 2020 | 2020  | 2014 |
| Partei/Liste                             | %    | Sitze | %    |
| ---------------------------------------- | ---- | ----- | ---- |
| Freie Wähler Martinsheim                 | 33,7 | 4     | 31,4 |
| Freie Wählergemeinschaft Gnötzheim       | 27,5 | 3     | 27,0 |
| Freie Wählergemeinschaft Unterickelsheim | 17,3 | 2     | 19,0 |
| Wählergemeinschaft Enheim                | 21,6 | 3     | 22,7 |

### Mitglieder des Gemeinderats der Wahl vom 15. März 2020
| Name            | Partei / Liste                           | gültige Stimmen |
| --------------- | ---------------------------------------- | --------------- |
| Wilfried Mantel | Freie Wähler Martinsheim                 | 509             |
| Steffen Klein   | Freie Wählergemeinschaft Gnötzheim       | 369             |
| Thomas Nagler   | Freie Wähler Martinsheim                 | 362             |
| Harry Schneider | Freie Wählergemeinschaft Gnötzheim       | 332             |
| Hartmut Dorsch  | Freie Wähler Martinsheim                 | 319             |
| Dieter Hahn     | Freie Wählergemeinschaft Gnötzheim       | 305             |
| Ulrich Falk     | Wählergemeinschaft Enheim                | 218             |
| Thomas Schmidt  | Wählergemeinschaft Enheim                | 210             |
| Günter Schramm  | Wählergemeinschaft Enheim                | 188             |
| Christoph Ott   | Freie Wählergemeinschaft Unterickelsheim | 181             |
| Tobias Lechner  | Freie Wähler Martinsheim                 | 174             |
| Thomas Rabe     | Freie Wählergemeinschaft Unterickelsheim | 152             |
| Quelle:         |                                          |                 |

### Bürgermeister
- 1948–1964: Ernst Falk (FDP)
- 1964–2003: Erich Ott
- 2003–2014: August Hopf (Freie Wähler)
- seit 2014: Rainer Ott (Freie Wählergemeinschaft); 2020 von vier Wählergruppen nominiert und mit 90,8 % der Stimmen wieder gewählt.

### Wappen
| Wappen von Martinsheim | Blasonierung: „Geviert; 1: Geviert von Silber und Schwarz; 2: Geteilt, oben fünfmal gespalten von Silber und Blau, unten geteilt und in verwechselten Farben fünfmal gespalten von Rot und Silber; 3: In Silber drei zwei zu eins gestellte rote Kugeln; 4: In Schwarz ein silberner Balken.“ |
| Wappen von Martinsheim | Wappenbegründung: Im Jahr 1978 schlossen sich die Gemeinden Martinsheim, Gnötzheim, Enheim und Unterickelsheim zur heutigen Gemeinde Martinsheim zusammen. In der Wappenvierung sind Hinweise auf diese vier Orte enthalten. Die Vierung von Silber und Schwarz im ersten Feld steht für den Ort Martinsheim. Es ist das Wappen der Markgrafen von Ansbach, die den Ort von 1440 bis 1792 besaßen. Das zweite Feld weist auf den Gemeindeteil Gnötzheim hin. Der Ort erhielt 1352 die Marktrechte durch Kaiser Karl IV. Die Herrschaft hatten damals die Herren von Seinsheim, die ihn 1632 an die Herren von Rosenberg durch Heirat weitergaben. Als diese 1632 ausstarben, übernahmen die Grafen von Schwarzenberg die Ortsherrschaft. Die mehrfachen Spaltungen von Silber und Blau stammen aus den Wappen der Herrn von Seinsheim und Schwarzenberg. Der untere Teil ist das Wappen der Herrn von Rosenberg. Unterickelsheim ist im dritten Feld durch die drei roten Kugeln, den Attributen des Heiligen Nikolaus, vertreten. Die Ortskirche ist ihm geweiht. Das vierte Feld weist auf den Ortsteil Enheim hin. Es ist das Wappen der Herren von Enheim, die Ende des 17. Jahrhunderts ausgestorben sind. Das Wappen wurde von der Regierung von Unterfranken am 26. August 1988 verliehen. |

|                        | Wappen von Enheim |
| Wappen von Martinsheim | Blasonierung: „In Schwarz ein silberner Balken, aufgelegt ein rot bordierter, von Silber und Schwarz gevierter Herzschild.“ |
| Wappen von Martinsheim | Wappenbegründung: Das Wappen geht mit allen Elementen auf die Dorfgeschichte von Enheim ein. Der silberne Balken verweist auf die Herren von Enheim, deren Wappen ebenfalls diese Figur aufweist. Das Wappen der Markgrafen von Brandenburg-Ansbach zeigt dagegen ein Silber-schwarz-geviertes Schild. Das rote Schildbord wurde aus ästhetischen Gründen hinzugefügt. |

### Verwaltung
Die Gemeinde ist Mitglied der Verwaltungsgemeinschaft Marktbreit.

## Wirtschaft und Infrastruktur

### Wirtschaft einschließlich Land- und Forstwirtschaft
2023 gab es nach der amtlichen Statistik insgesamt 64 sozialversicherungspflichtig Beschäftigte am Arbeitsort. Sozialversicherungspflichtig Beschäftigte am Wohnort gab es 402. Im verarbeitenden Gewerbe gab es keine, im Bauhauptgewerbe zwei Betriebe. Zudem bestanden im Jahr 2020 38 landwirtschaftliche Betriebe mit einer landwirtschaftlich genutzten Fläche von 1467 Hektar, davon waren 1414 Hektar Ackerfläche und 53 Hektar Dauergrünfläche.
- Handwerkliche Betriebe:
  - 1956: 17
  - 1968: 10
  - 1977: 05
  - 2006: 04
- Land- und Forstwirtschaft:
  - 1971: 142
  - 1977: 133
  - 1979: 129
  - 1999: 078
  - 2006: ?

Die Gemarkung von Martinsheim umfasst 812 Hektar, davon sind 50 Hektar Wald und 3 Hektar Weinanbaugebiet.

### Weinbau
Martinsheim war bis ca. 2012 Weinbauort im Anbaugebiet Franken. Eine Weinlage existierte um das Dorf, der Wein wurde seit den 1970er Jahren unter dem Namen Martinsheimer Langenstein vermarktet. Martinsheim ist Teil des Bereichs MainSüden, bis 2017 waren die Winzer im Bereich Maindreieck zusammengefasst. Die Keuperböden mit hohem Lehmanteil eignen sich ebenso für den Anbau von Wein, wie die Lage in der Maingauklimazone, die zu den wärmsten Deutschlands gehört.
Seit dem Frühmittelalter betreiben die Menschen um Martinsheim Weinbau. Die fränkischen Siedler brachten wohl im 7. Jahrhundert die Rebe mit an den Main. Erstmals erwähnt wurde die Rebe im Jahr 1293. Im Mittelalter gehörte die Region zum größten zusammenhängenden Weinbaugebiet im Heiligen Römischen Reich. Die Menschen betrieben zumeist Nebenerwerbsweinbau zur Selbstversorgung, gleichzeitig bildeten sich bereits Exportzentren insbesondere entlang des Maines heraus.
Der Weinbau erlebte nach der Säkularisation zu Beginn des 19. Jahrhunderts einen umfassenden Niedergang. Vor allem klimatisch weniger begünstige Lagen gab man vollständig auf. Zusätzlich erschwerte das Aufkommen von Schädlingen wie der Reblaus den Anbau. Konsolidieren konnte sich die Weinbauregion Franken erst wieder in der zweiten Hälfte des 20. Jahrhunderts. Der Einsatz von Düngern und verbesserte Anbaumethoden hatten dazu ebenso beigetragen wie die Organisation in Genossenschaften und die Flurbereinigung der 1970er Jahre.
| Weinlage    | Größe 1993 | Größe 2012 | Himmelsrichtung | Hangneigung | Hauptrebsorten          | Großlage      |
| ----------- | ---------- | ---------- | --------------- | ----------- | ----------------------- | ------------- |
| Langenstein | 2,3 ha     | 0,0 ha     | Südwesten       | 5 %         | Müller-Thurgau, Bacchus | großlagenfrei |

### Öffentliche Einrichtungen
- Grundschule: gegründet 1549
- Kindergarten: gegründet 1949, Neubau 1997 in der Schulstraße 1, Erweiterung und Anbau 2024 bis 2025
- Freibad in Gnötzheim
- Sportheim mit Gastwirtschaft (von der Bevölkerung geführt)
- Jugendraum: geführt von der Bayerischen Jungbauernschaft Martinsheim, renoviert 2007/08

### Öffentliche Sicherheit

#### Freiwillige Feuerwehr Martinsheim

##### Gründung der Freiwilligen Feuerwehr Martinsheim
In den Akten der Feuerwehr und der Gemeinde Martinsheim sind über den genauen Gründungstermin nur wenige Aufzeichnungen zu finden. Doch aufgrund dorfgeschichtlicher Zusammenhänge (50. Gründungsfest 1928) kann das Jahr 1878 als Gründungsjahr angenommen werden.

##### Jubiläen
- 50. Gründungsfest 1928
- 80. Gründungsfest 5 und 6. Juli 1958
- 100. Gründungsfest 7. bis 9. Juli 1978[43]

##### Katastrophen, Brände und Einsatz der Feuerwehr
Am 29. März 1636 (Dreißigjähriger Krieg) vernichtete ein Großbrand fast das gesamte Dorf; 40 Höfe sanken in Asche, dazu die Burcharduskirche und das Pfarrhaus mit den Pfarrbüchern. 1882 wurde die 1878 gegründete Wehr auf ihre erste harte Probe gestellt. Ein Großbrand vernichtete fünf Scheunen der ehemaligen Höfe mit den Hausnummern 8/9/17/57 und 61. Zur Zeit des Brandes war schon eine neue, fahrbare Saug- und Druckspritze gekauft; sie stand aber noch in den Ausstellungshallen in Nürnberg.
Ein zweiter Großbrand war im Dezember 1904 zu bekämpfen. Die drei Scheunen der Höfe Hausnummer 69b/70 und 72 fielen den Flammen zum Opfer.
An der Kirchweih im Jahr 1905 wurden die Kirchweihfreuden plötzlich durch Feueralarm unterbrochen. Die Scheune der Gastwirtschaft Bergmann stand in hellen Flammen. Ein Glück war noch, dass bei der im Saale ausbrechenden Panik kein Mensch zertrampelt wurde.
In den Abendstunden des 4. November 1914 stand plötzlich die Scheune des Anwesen Hausnummer 58 in Flammen. Obwohl die Gebäude von Hausnummer 52 stark bedroht waren, konnte das Feuer von der kleinen, durch den Ersten Weltkrieg verminderten Feuerwehr, auf seinen Herd beschränkt werden.
Schon drei Jahre später, gellte am 25. Mai 1918 wieder die Feuerglocke über das Dorf. Die Scheune von Hausnummer 59 brannte bis auf die Grundmauern nieder. Das Hauptaugenmerk musste die Feuerwehr auf die Rettung angrenzender Gebäude richten.
Im Zweiten Weltkrieg wurden am 28. März 1945 bei einem Bombenangriff auf das Dorf zahlreiche Gebäude beschädigt und zerstört und die Scheinen von den Höfen Hausnummer 69b und 70 wurden ein Raub der Flammen, gleichzeitig wurde die Kirche total zerstört, die Anwesen 63 und 69a teilweise in Mitleidenschaft gezogen. Unvergessen ist der Einsatz der Frauen und Mädchen in der Feuerwehr, die sich opferbereit in die Lücke stellten, die der Krieg gerissen hatte. Oft wurden auch die Feuerwehren von den Nachbardörfern zu Hilfe gerufen; und immer waren die Männer bereit und eilten zum Einsatz.

##### Feuerlöscheinrichtungen
Im Jahr 1953 baute die Gemeinde am Dorfrand einen Löschwasserteich. Im gleichen Jahr wurde die Wasserleitung eingerichtet mit Anschluss an die Fernwasserversorgung Franken. Am 23. Oktober 1953 lieferte die Ortsleitung das erste Wasser. Ferner hat die Gemeinde Martinsheim für die Freiwillige Feuerwehr eine neue Tragkraftspritze Typ T/S 8/8 mit Volkswagenmotor und Transportwagen 1958/59 angeschafft. Im Jahr 1994 wurde von der Feuerwehrschule Würzburg ein LF8-II gebraucht übernommen und in den Dienst gestellt. Im Mai 2023 konnte die Feuerwehr Martinsheim ein neues Mittleres Löschfahrzeug (MLF) in Dienst stellen.

##### Kommandanten
- Leonhard Müller (unbekannter Zeitraum)
- Georg Konrad 1901–1903
- Martin Neumeister 1904–1923
- Leonhard Lechner 1923–1938
- Leonhard Mantel 1938–1945
- Johann Mantel 1945–1949
- Karl Weinmann 1949–1955
- Otto Schmidt 1955–1960
- Georg Kleinschroth 1960–1965
- Leonhard Kollert 1965–1975
- Günther Dorsch 1975–1991
- Walther Kleinschroth 1991–2004
- Erwin Mantel 2004–2010
- Wilfried Mantel 2010–2018
- Thomas Nagler 2018 bis heute[45]

#### Weitere Ortsteilwehren
- Freiwillige Feuerwehr Enheim
- Freiwillige Feuerwehr Unterickelsheim
- Freiwillige Feuerwehr Gnötzheim

## Persönlichkeiten
- Johannes Dingfelder (1867–1945), Arzt, Dingfelder wirkte zwischen 1893 und 1910 als niedergelassener Arzt in Gnodstadt und Martinsheim
- Käthe Günther (1873–1933), Politikerin (DDP), 1920 Präsidiumsmitglied des Bayerischen Landtags; geboren in Gnötzheim
- Ernst Falk (1914–1994), Politiker (FDP), Bürgermeister und Landtagsmitglied; geboren in Unterickelsheim.